# 克罗伊茨施特滕
克罗伊茨施特滕是奥地利下奥地利州米斯特尔巴赫县的一个市镇。总面积24.29平方公里，总人口1521人，人口密度62.6人/平方公里（2005年）。